# Masashi Motoyama
Masashi Motoyama (jap. 本山 雅志, Motoyama Masashi; * 20. Juni 1979 in Kitakyūshū) ist ein japanischer Fußballspieler.

## Karriere

### Verein
Masashi Motoyama erlernte das Fußballspielen in der Schulmannschaft der Higashi Fukuoka High School. 1998 startete Motoyama seine sportliche Karriere bei seinem ersten Profiklub, den Kashima Antlers. Mit dem Verein feierte er 2000, 2001, 2007, 2008 und 2009 die japanische Fußballmeisterschaft. Den Kaiserpokal gewann er 2000, 2007 und 2010. 2000, 2002, 2011, 2012 und 2015 gewann er den J.League Cup. Japanischer Supercupsieger war er 1999, 2009, 2010. Die Copa Suruga Bank gewann er 2012 und 2013. Nach 359 Spielen und 38 Toren verließ er Ende 2015 den Verein. Anfang 2016 schloss er sich Giravanz Kitakyushu an. Der Verein aus Kitakyūshū spielte in der zweiten Liga, der J2 League. Hier stand er bis Ende 2019 unter Vertrag. Seit Anfang 2020 ist er vertrags- und vereinslos.

### Nationalmannschaft
Masashi Motoyama spielte 28-mal für die japanische Nationalmannschaft. Hier kam er bei der Fußball-Asienmeisterschaft 2004 und dem Konföderationen-Pokal 2005 zum Einsatz. Im Jahr 2000 gehörte er zum japanischen Aufgebot beim olympischen Fußballturnier in Australien.

## Erfolge
Kashima Antlers
- J1 League

Meister:  2000, 2001, 2007, 2008, 2009
- Kaiserpokal

Sieger: 2000, 2007, 2010
- J.League Cup

Sieger: 2000, 2002, 2011, 2012, 2015
- Supercup

Sieger: 1999, 2009
- Copa Suruga Bank

Sieger: 2012, 2013